# Morphopoides coriaceum
Morphopoides coriaceum är en insektsart som beskrevs av Rehn, J.A.G. 1930. Morphopoides coriaceum ingår i släktet Morphopoides och familjen torngräshoppor. Inga underarter finns listade i Catalogue of Life.